# الانتخابات التشريعية في فرنسا
الانتخابات التشريعية الفرنسية هي انتخابات تجرى كل خمس سنوات لاختيار أعضاء الجمعية الوطنية الفرنسي (البرلمان) البالغ عددهم 577 لمدة خمسة سنوات عن طريق انتخاب مباشر. يمكن إجراء انتخابات قبل انقضاء مدة السنوات الخمس وذلك في حال حل البرلمان ولا يمكن بعدها اتخاذ قرار جديد بحل البرلمان في العام الذي يلي إجراء هذه الانتخابات. ومنذ بداية الجمهورية الخامسة، تم حل الجمعية الوطنية خمس مرات وذلك في أعوام 1962، 1968، 1981، 1988 و1997.

## شروط الترشيح
لدخول مجلس النواب الفرنسي يجب أن يكون المترشح حاملاً للجنسية الفرنسية كما لا يجب أن يقل عُمره عن 23 عاماً. خلال الجمهورية الفرنسية الخامسة أُدرج تجديد باتت بمقتضاه الوظائف الوزارية لا تتوافق مع الولاية البرلمانية وقد أدى هذا الإجراء إلى ضرورة استحداث منصب نائب احتياطي كي يحل محل عضو البرلمان في حال تم تعيينه في مهام حكومية. كما لا يمكن لعضو المجلس الوطني الفرنسي وكذلك النائب الاحتياطي أن يجمع بين مهامه ومهام عضو مجلس الشيوخ أو مهام نائب في البرلمان الأوروبي. كما لا يستطيع أن يجمع بين مهام نائب وواحدة من المهام التالية: مستشار جهوي، مستشار في مجلس كورسيكا ،مستشار عام، مستشار لمدينة باريس أو مستشار بلدي لمنطقة يفوق عدد سكانها 3500 شخص.
ليس إجباريا على الشخص أن يترشح عن الدائرة الانتخابية المسجل فيها ولكن لا يستطيع الترشح عن أكثر من دائرة واحدة.

## سير الانتخابات
لانتخاب نائب في المجلس الوطني يتم إجراء دورتين على أقصى تقدير وذلك لاعتماد الانتخابات التشريعية في فرنسا على نظام الأغلبية. للفوز مباشرة إثر الدورة الأولى يجب على المرشح أن يتحصل على الأغلبية المطلقة للأصوات كما يجب أن لا يقل عدد المقترعين في دائرة المرشح عن ربع عدد الناخبين المسجلين في القوائم الانتخابية. إذا لم يفز المرشح إثر الدورة الأولى يمكن له الانتقال للجولة الثانية، إن ترشح نسبة تفوق 12.5%. خلال الدورة الثانية يفوز المرشح الحاصل على أغلبية الأصوات وفي حال تعادل المرشحين، يفوز المرشح الأكبر سنًا.

## الحملة الانتخابية

### سير الحملة الانتخابية
قبل الجولة الأولى، يتم تخصيص ثلاث ساعات في الإذاعة والتلفزيون تجري فيها الأحزاب والكتل البرلمانية الممثلة في الجمعية الوطنية حملتها الانتخابية. ويتم تقسيم هذه المدة مناصفة بين الكتل البرلمانية المنتمية إلى الأغلبية وتلك الغير منتمية إليها، بينما تصل هذه المدة إلى ساعة ونصف في إطار الحملة الانتخابية للجولة الثانية.

### تمويل الحملة الانتخابية
يتم إيداع في حساب مصرفي الأموال المخصصة لتمويل الحملة الانتخابية وذلك قبل عام من إجراء الانتخابات وتحدد مصاريف الحملة بمبلغ 38 ألف يورو. يوضع هذا الحساب تحت تصرف وكيل مالي يتولى إدارتها ويمكن أن يكون هذا الوكيل شخص أو عدة أشخاص (جمعية). يجب أن يوضح الحساب الأموال المودعة والتي يتم صرفها منه وكذلك الامتيازات العينية التي حصل عليها المرشح، ولا يجب أن يكون الحساب في حالة عجز مالي ويمنع القانون الشركات الخاصة من تقديم مساهمات مالية لتمويل الحملة كما يقوم كذلك بتحديد سقف مالي للهبات الشخصية.
بعد انقضاء شهرين من الانتخابات التشريعية يتم تحويل الحساب إلى اللجنة الوطنية لمحاسبات الحملة الانتخابية والتمويل السياسي. تقوم الدولة برد المصاريف الحملة الدعائية (المنشورات الرسمية والإعلانات والكتيبات) لكل مرشح لديه نسبة تفوق الخمسة بالمائة من الأصوات.
كما تسمح الحملة الانتخابية بتمويل جزئي للأحزاب السياسية. ففي سنة 2007 تحصل كل حزب مبلغ 4400 يورو عن كل نائب يدخل المجلس الوطني ولكن يجب أن يكزن الحزب قد قدم 50 مرشحا في 50 دائرة انتخابية وأن يكون كل مترشح قد تحصل على نسبة لا تقل عن 1% كما يتحصل الحزب على مبلغ 1.63 يورو عن كل صوت يتحصل عليه وذلك لمدة خمس سنوات ويجب الحزب القانون رقم °2000-493 ل 6 جوان 2000 والذي يقتضي بتساوي المقاعد بين الرجال والنساء.

## النائب

### دور النائب
يشارك النائب في إعداد القوانين في عملية تتم بمبادرة من رئيس الوزراء (مشروعات القوانين) ومن البرلمانيين (مقترحات القوانين) كما يقوم النائب بمراقبة أعمال الحكومة. يمكن للنواب مسائلة الحكومة على سياساتها، وتسمح لهم المادة رقم 49 كذلك المارة رقم 50 من الدستور الفرنسي سحب الثقة من الحكومة وإجبارها على الاستقالة.

### الحصانة
يحظى النواب خلال فترتهم النيابية بالحصانة فيمنع إتخاذ أي إجراء قضائي ضد النواب كما لا يمكن محاكمة النائب أو إيقافه حتى لعمل يخرج عن نطاقه النيابي كالجرائم أو الجنح إلا في حالة ضبطه متلبسا 

## الناخبون

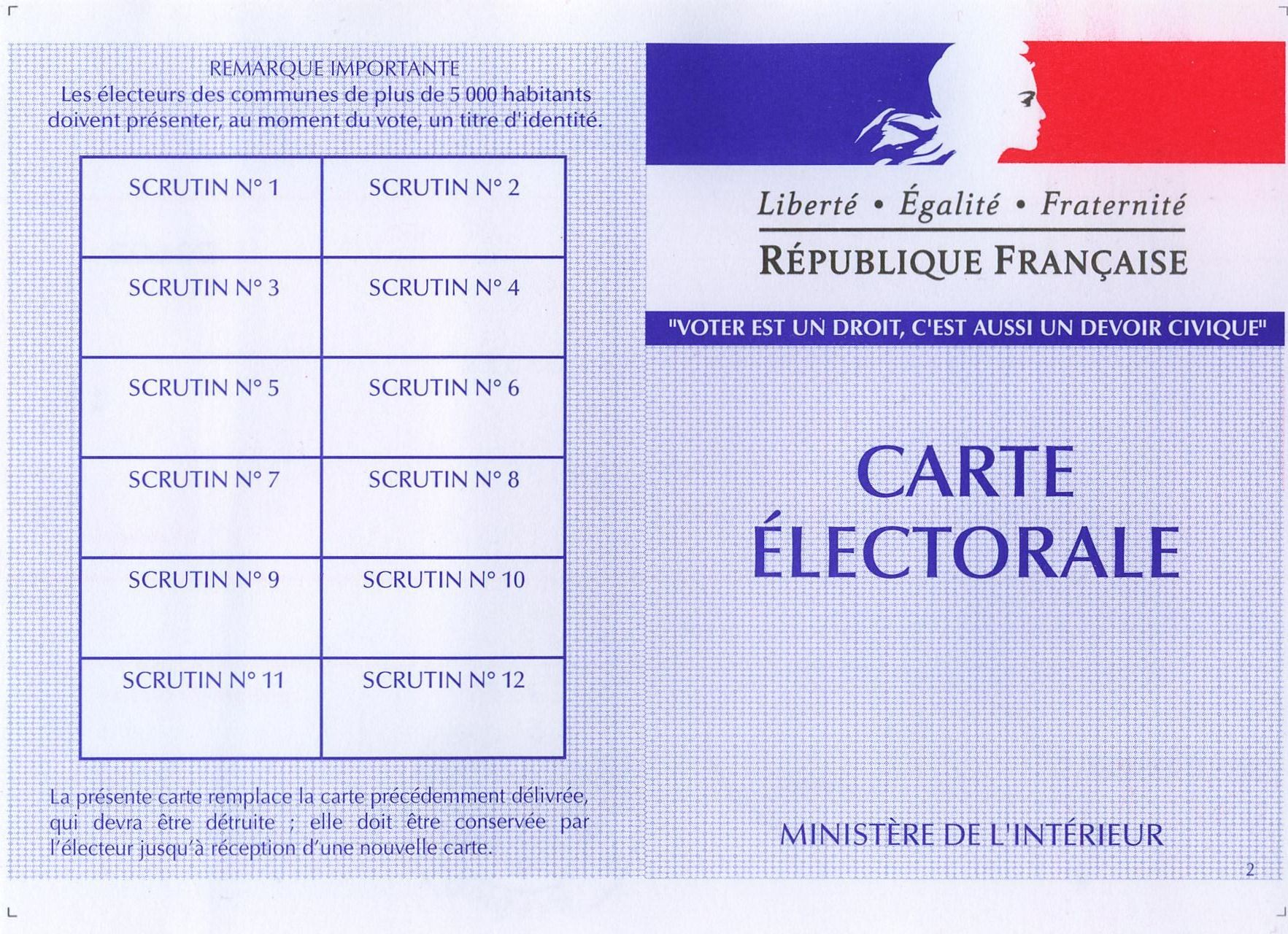
بطاقة تصويت ناخب

التصويت في الانتخابات الرئاسية الفرنسية يحق لكل شخص:
- يكون عمره 18 سنة أو أكثر سنة الانتخابات.
- يكون حاملا للجنسية الفرنسية
- أن يكون متمتعا بحقوقه المدنية والسياسية
- أن يكون اسمه موجودا على القوائم الانتخابية
- لا يستطيع الناخب التصويت إلا للأشخاص المترشحين عن دائرته الانتخابية

## قائمة الانتخاباب النشريعية في فرنسا
- الانتخابات التشريعية الفرنسية لعام 2012.
- الانتخابات التشريعية الفرنسية لعام 2017.